# Sparianthina selenopoides
Sparianthina selenopoides är en spindelart som beskrevs av Banks 1929. Sparianthina selenopoides ingår i släktet Sparianthina och familjen jättekrabbspindlar.
Artens utbredningsområde är Panama. Inga underarter finns listade i Catalogue of Life.